# Рафал Тарашко
Рафал Тарашко (? — ?)  — бандурист українського походження при дворі польського короля в 1441 році. Перший відомий бандурист в історії. Про нього згадує відомий дослідник історії польської та чеської музики І. Ф. Белза в своїй 3 – томній праці «Історія польської музичної культури». Відомо що українські бандуристи були звичним явищем при дворі польських королів.